# B-Sides and Rarities (álbum de Beach House)
B-Sides and Rarities es un álbum recopilatorio de la banda estadounidense de dream pop Beach House, lanzado el 30 de junio de 2017 a través de Sub Pop en Norteamérica, Bella Union en Europa y Mistletone Records en Australia. La compilación contiene B-sides and rare, unreleased cuts along con dos nuevas canciones, "Chariot" y "Baseball Diamond". También incluye la versión de la banda de Queen "'Play the Game"

## Antecedentes
| "Cuando anunciamos que lanzaríamos el álbum B-sides and rarities, alguien preguntó en Twitter: "B-sides record? ¿Por qué Beach House sacaría un disco de B-sides record? Esos A-sides son como B-sides." Esta persona al azar tiene un punto. Nuestro objetivo nunca ha sido hacer música que sea explícitamente comercial. A lo largo de los años, mientras trabajamos en nuestros 6 LP, no fueron las "mejores" o las canciones más pegadizas las que hicieron los discos, solo las que encajaron para hacer un trabajo cohesivo. En consecuencia, nuestros lados B no son canciones que no nos gustaran tanto, solo aquellas que no tenían un lugar en los discos que estábamos haciendo."——Beach House, con respecto al álbum. |

La idea de un ''B sides record'' llegó cuando la banda se dio cuenta de cuántas canciones que no formaban parte del álbum se habían hecho a lo largo de los años y lo difícil que era encontrar y escuchar muchas de ellas. Esta compilación contiene todas las canciones que la banda ha hecho y que no existen en uno de sus discos. La canción más antigua es ''Rain in numbers'' que fue grabado en 2005 durante el verano cuando se formó la banda. "No teníamos piano, así que le preguntamos a nuestro amigo si podíamos usar el suyo, que estaba bastante desafinado. Usamos el micrófono que estaba en la máquina de cuatro pistas para grabar el piano y las voces. Originalmente era el canción secreta en nuestro debut "homónimo". El siguiente par de canciones son de finales de 2008. La banda dijo que estaban "tan entusiasmados" con "Used to Be" que lo grabaron justo después de escribirlo para poder tenerlo como un sencillo de "7" para su gira de otoño con el Baltimore Round Robin. Grabaron su cover de Queen "Play the Game'' en la misma sesión. Fue para un recopilatorio benéfico a beneficio ASID research, afirmando que "seguirán donando todas las ganancias de la canción a esa organización benéfica". Como fanáticos de Queen, pensamos que sería divertido y ridículo tratar de adaptar su potente canción pop a nuestro reino. Estas canciones fueron grabadas en el mismo estudio donde hicimos Devotion (álbum).
"Baby" fue escrita y grabada en octubre de 2009 con el amigo de la banda Jason Quever. "10 Mile Stereo" se grabó durante la sesión de Teen Dream en julio de 2009, "dado que usábamos cinta, a menudo ralentizábamos la cinta para crear efectos durante la grabación. Cuando estábamos haciendo eso para "10 Mile Stereo", decidimos que queríamos hacer una versión alternativa en la que toda la canción fuera más lenta, de ahí el "10 Mile Stereo (Cough Syrup Remix)". "White Moon" y "The Arrangement" eran canciones que la banda no creía que encajaran en Teen Dream. El primero apareció originalmente en el iTunes Session EP en vivo de la banda. Dado que la canción fue grabada y mezclada "muy apresuradamente", la han remezclado para que coincida mejor con su "estética actual". También han remezclado e incluido la versión de ''Norway'' lo hicieron en esa misma sesión, señalando: "la razón principal por la que queríamos incluir "Norway" es que presenta un puente muy diferente al de la versión original".
"I Do Not Care for the Winter Sun" fue escrita y grabada en 2010 durante un descanso entre giras después de que Beach House se sintiera "increíblemente agradecida" con sus fanáticos, y fue lanzada de forma gratuita en Internet, sin masterizar. Dijeron que la canción ahora estaba masterizada para el álbum. "Wherever You Go" es otra canción de esa época. La banda dijo que "siempre la amaron", pero pensaron que se parecía demasiado a su música antigua. Hicieron una pausa en escribirlo y no lo terminaron hasta 2011 durante la sesión de grabación de Bloom, donde apareció como una pista oculta en Bloom. "Equal Mind" también se grabó durante la sesión de Bloom. Dijeron que "realmente les gusta esta canción", pero la sacaron del disco cuando se dieron cuenta de que tenía "exactamente el mismo tempo" que "Other People". Las sesiones de Bloom llevaron a "Saturn Song". Esta canción se basa en un bucle de piano que la banda escribió mientras grababa Bloom. También contiene sonidos grabados en el espacio profundo. Apareció originalmente en una compilación de canciones que incorporaban sonidos espaciales que se lanzó en 2014.

## Contenido
La compilación contiene 14 pistas, doce de las cuales se lanzaron anteriormente, pero "en general, eran difíciles de encontrar buenas versiones". "Chariot" es una de las dos canciones nuevas e inéditas del álbum, la otra es "Baseball Diamond". Ambas pistas se grabaron durante las sesiones de los álbumes de 2015 de la banda, Depression Cherry y Thank Your Lucky Stars. "Baby", "The Arrangement" y "10 Mile Stereo" (remix de Cough Syrup) fueron lanzados como ''B-sides" al sencillo de 2010 de la banda "Zebra" incluyéndose también el primero como B-side por "Norway" y como bonus track de iTunes para el álbum principal del Sencillo, Teen Dream."Equal Mind" fue lanzado como "B-side" de "Lazuli", el segundo sencillo del álbum de 2012 de la banda, Bloom. La versión individual de "Used to Be" fue lanzada en 2008. Más tarde se modificó en la versión que aparece en Teen Dream. "White Moon" es una canción lanzada en el iTunes Session EP de la banda, que también incluía una versión de "Norway". En el álbum aparece un remix de las dos versiones.